# Ricardo Belmont Cassinelli
Pour les articles homonymes, voir Belmont et Cassinelli.
Pablo Ricardo Belmont Cassinelli, né à Lima au Pérou le 29 août 1945, est un homme d'affaires, journaliste, animateur de radio et homme politique péruvien. Il a été maire de Lima de 1990 à 1995 et membre du Congrès de la République de 2009 à 2011.

## Biographie
Fils de l'homme d'affaires Augusto Belmont Bar et de Cristina Cassinelli Inurritegui,, il a étudié aux écoles Inmaculado Corazón et Santa María Marianistas de la ville de Lima. Il a fait ses études universitaires à la faculté des sciences commerciales et économiques de l'Université de Lima, et est diplômé en administration en 1967. 
Il a également été producteur pour la chaîne 11 (RBC) et est le principal actionnaire de ladite société de télévision ; De même, il a été directeur de l'Institut péruvien d'administration des affaires (IPAE), de 1979 à 1981. 
Dans le domaine social, l'homme politique a été le promoteur de plusieurs campagnes en faveur des enfants, telles que "Niños de la Tablada de Lurín" et le Téléthon du Pérou. Pour sa lutte désintéressée et son travail social, il a reçu plusieurs décorations et distinctions honorifiques. 

### Parcours politique
Ricardo Belmont Cassinelli a été élu maire de Lima à deux reprises, de 1990 à 1992 et de 1993 à 1995. Le Péruvien est arrivé au pouvoir grâce au parti Movimiento Cívico Independiente OBRAS, une organisation idéologique de gauche. qu'il a fondé en 1989 qui a soutenu la candidature de Mario Vargas Llosa. 
La popularité qu'il a acquise en tant que maire de Lima l'a amené à se présenter comme candidat à la présidence du Pérou, mais a perdu face au candidat du parti Cambio 90, Alberto Fujimori. 
Des années plus tard, il est élu membre du Congrès de la République pour la période 2006-2011. 
Il est un fervent utilisateur des réseaux sociaux et met en ligne des vidéos sur YouTube où il parle de la politique du Pérou et du monde ; À plusieurs reprises, Ricardo Belmont a salué le travail accompli par le président mexicain Andrés Manuel López Obrador. 
L'ancien maire de Lima adhère au parti Union pour le Pérou (UPP) en vue de participer aux élections législatives de 2021.
Concernant le problème migratoire auquel est confronté le Pérou, il a déclaré que l'État a autorisé et fourni des facilités à plus de 1 200 000 étrangers pour entrer sur le territoire péruvien et qu'il fait maintenant face à l'une des pires périodes d'insécurité citoyenne. Les bons doivent rester, ceux qui commettent des crimes doivent être expulsés du pays.
En 2021, Ricardo Belmont se joint comme conseiller à l'équipe du gouvernement du président Pedro Castillo.